# Przełęcz Domanowska
Przełęcz Domanowska – przełęcz w Sudetach, oddzielająca Sudety Środkowe (dokładniej Góry Wałbrzyskie) od Sudetów Zachodnich (dokładniej Góry Kaczawskie), położona na wysokości 492 m n.p.m. Przez przełęcz prowadzi droga krajowa nr 5 oraz szlak kolejowy (nieczynny) z Bolkowa do Marciszowa.
Nazwa przełęczy pochodzi od wsi Domanów.